# Extensible Messaging and Presence Protocol
Extensible Messaging and Presence Protocol (XMPP) (tidligere Jabber) er en åben, XML-baseret protokol til chat i realtid. XMPP-baserede programmer er installeret på tusindvis af servere på internet og anvendes af millioner af mennesker over hele verden.
Projektet blev påbegyndt i 1998 af Jeremy Miller og den første offentlige udgave af programmet kom i maj 2000. Det vigtigste produkt er jabberd, et serverprogram som XMPP-klienter forbinder sig til når en bruger ønsker at chatte. Med serverprogrammet kan man enten oprette private XMPP-netværk, eksempelvis bagved en firewall, eller man kan forbinde serveren med det globale, offentligt tilgængelige XMPP-netværk.
En vigtig del af XMPP-systemet er de såkaldte transporter, der også er kendt som gateways, og som gør det muligt for brugerne at få adgang til netværk der anvender andre protokoller – for eksempel AIM, ICQ, MSN Messenger og Yahoo! Messenger.
I modsætning til klienter som Trillian og Pidgin, der også understøtter flere forskellige protokoller, findes denne funktionalitet på XMPP-serveren ved at kommunikere via særlige gatewaytjenester. Alle XMPP-brugere kan registrere sig hos en af disse gateways ved at angive de oplysninger som er krævet for at logge sig på det pågældende netværk, og kan dermed kommunikere med brugerne på dette netværk, som var de XMPP-brugere. Dermed kan klienter der i fuldt omfang understøtter XMPP-protokollen anvendes til at forbinde sig til alle netværk, hvortil der findes en gateway på XMPP-serveren, uden at klienten skal indeholde ekstra programkode til formålet.
Jabber-protokollen, der nu vedligeholdes af XMPP Standards Foundation (XSF) (tidligere Jabber Software Foundation, JSF), er indsendt som et IETF-udkast under navnet XMPP, i håbet om blive en officiel standard til chat i sand tid. Dog konkurrerer SIMPLE, som er baseret på SIP-protokollen, om at opnå den samme status.
Nogle populære XMPP-klienter:
- Akeni (flere platforme, fri/proprietær)
- Coccinella (flere platforme, Open Source)
- Exodus (Windows, GPL)
- Jabber Instant Messenger (Windows, proprietær)
- Gabber (Linux/Unix, GNOME, GPL)
- JabberFoX (Mac OS X, BSD licens)
- Psi (flere platforme, GPL)
- JAJC (Windows, fri/proprietær)
- Pidgin (Linux/Unix/Windows, Gtk-biblioteket, plug-in, GPL)
- Miranda IM (Windows, GPL, plug-in)
- Rhymbox: (Windows, GPL)
- iChat (Mac OS X)
- Fire (Mac OS X)
- TKabber (flere platforme, Open Source)